# 佛得角国家体育场
佛得角国家体育场位于佛得角首都普拉亚市西北郊，由华山国际工程公司承建，2014年8月正式启用。至2020年，为佛得角境内最大的体育场。

## 概况
佛得角国家体育场位于佛得角首都普拉亚，由一期和二期组成，一期工程设计规模为1万人座的体育场，并预留看台扩建用地。由东西两边看台、足球场地、田径赛道、投掷场地及附属项目（门卫室、喷塑钢网围墙、雨水及污水池、环形道路）组成。建筑物总建筑面积：11,762平方米。体育场二期工程扩建后观众席最终可达1.5万人座。佛得角国家体育场是佛得角共和国乃至西非地区最先进的体育运动场馆，亦为国际足联认证为全非洲最好的综合性体育场之一，可举办大型综合性国际体育赛事和正式的国际足球比赛。该项目由中外建工程设计与顾问有限公司设计，华山国际工程公司施工，江西中昌工程咨询有限公司监理。
该项目于2010年10月21日奠基，2013年10月3日通过竣工验收，2014年8月23日举行了隆重的启用庆典。2014年9月10日，佛得角国家体育场举行了建成后的首场比赛，佛得角国家足球队在2015年非洲国家杯预选赛小组赛中以2-1战胜赞比亚国家足球队。
2015年8月31日，中国援佛得角国家体育场场外连接道路正式移交佛方，这项工程由中国铁建下属的中铁十四局集团有限公司负责施工，总长约1.52公里，包括停车场、排水涵洞和路灯安装等配套工程。此外，佛得角政府还与中华人民共和国政府签订协议，由后者开展援佛得角国家体育场项目技术合作，并一直持续至2020年。
佛得角国家体育场当前是佛得角国家足球队的主场。

## 备注
1. 1 2 3  华山国际工程公司为陕西建工集团总公司的涉外名称。